# 广州市铁一中学
广州市铁一中学创建于1952年，简称广铁一中，曾用名为广州铁路第一中学。学校原为铁路集团企业办校，2004年被收歸广州市教育局，更為現名，成為市直属重点中学。广州市铁一中学于1994年通过省一级中学验收，成为广东省一级中学，并于2009年通过示范性高中验收，成为广州市27所示范性高中之一。

## 校史[3]
主校区：
- 1952年10月，“衡阳铁路职工子弟中学广州分校”在广州石围塘创办，成为了广铁一中的前身。
- 1953年3月，衡阳铁中广州分校独立，并改称“广州铁路职工子弟学校”，后又将校址迁至广州市东山区杨箕村（现址）。后分别改名为“广州铁路中学”、“广州铁路第一中学”。
- 1980年，广东省将广铁一中列为企业办重点中学，同时广州铁路局亦将之列为局重点中学。学校性质为企业办校(广州铁路集团羊城铁路总公司)。
- 2004年，学校整体移交政府，归广州市教育局直属管理，更名“广州市铁一中学”至今。学校性质变为市属公办中学。
- 2012年，广铁一中建校60周年，校方于4月29日在广州中山纪念堂举办《“闪亮的日子”——广州市铁一中学六十周年校庆文艺汇演》，并开放两个校区供校友参观。

亚运城校区：
- 2007年11月，广州市政府决定引入一所重点中学进入亚运城以支持亚运城建设项目。
- 2008年8月，广州市教育局研究确定并在市政府批准之下，决定由广铁一中进驻亚运城办学。
- 2009年6月12日，亚运城校区奠基开工，产权归於广州市教育局，学校的性质为市属公办完全中学。[4]
- 2009年12月26日，校区主体建筑结构封顶。
- 亚运城校区确定于2012年秋季学期进行招生[5]。
- 2014年4月10日，华南地区首个中学纳米科技创新实验室在广州市铁一中学建成并举办首场公开课[6]。

## 分校
广州市铁一中学设有一个分校，名为“广州市番禺区广铁一中铁英学校”。它由原“广州市番禺区广铁一中天成中学”与原“广州市番禺区广铁一中天峰中学”合并为一所新的初级中学，于2023年9月4日正式启用。

## 历任校長[8]
| 时间           | 校长   | 备注           |
| -------------- | ------ | -------------- |
| 1954.2~1957    | 米晶心 | 党支部书记     |
| 1957.2~1976.9  | 毛宗统 | 副校长         |
| 1957.3~1957.12 | 王琳   | 副校长         |
| 1957.9~1961.8  | 张明   | 党支部书记     |
| 1959.9~1970    | 张君牧 | 校长           |
| 1961.9~1964.11 | 王树业 | 党支部书记     |
| 1965.4~1969.2  | 许万民 | 党支部书记     |
| 1970.4~1973.9  | 何锐   | 校长           |
| 1973.9~1975.9  | 邬立爆 | 校长           |
| 1975.12~1978.7 | 王啸   | 校长           |
| 1978.7~1981.2  | 欧阳民 | 校长           |
| 1980.12~1984   | 汪石   | 党支部书记     |
| 1980.12~1984.1 | 陈进森 | 校长           |
| 1980.12~1984.2 | 许训民 | 副校长         |
| 1984.3~1999.3  | 何锡彬 | 党支部书记     |
| 1996.11~1999.3 | 范佛先 | 校长           |
| 1999.3~2013.1  | 陈庆雯 | 校长           |
| 2013.1~2022.6  | 周伟锋 | 校长、党委书记 |
| 2022.6~?       | 黄连生 | 校长           |